# Carlos Jabon
Amand Carlos Jabon (Donceel, 7 juli 1869 - Momalle, 6 juli 1952) was een Belgisch senator.

## Levensloop
Jabon was een van de acht kinderen van Alfred Walther Jabon (1840-1890) en van Céline Mouton. Hij was landbouwer en doctor in de rechten (Universiteit van Luik). Hij bleef vrijgezel.
In 1929 werd hij tot provinciaal senator verkozen voor de provincie Luxemburg. Hij vertegenwoordigde de Unions professionnelles agricoles en hij werd dus als onafhankelijke, buiten de traditionele partijen verkozen.